# Leslie Ward
Sir Leslie Matthew Ward (Londra, 21 novembre 1851 – Londra, 15 maggio 1922) è stato un pittore inglese.
Disegnò o dipinse numerosi ritratti, regolarmente pubblicati sulla rivista inglese Vanity Fair, con lo pseudonimo "Spy".

## Origini
Ward era uno degli otto figli della coppia di pittori Edward Matthew Ward e Henrietta Ward, e pronipote del pittore James Ward. Pur avendo lo stesso cognome prima del matrimonio, i genitori di Ward non erano collegati da alcuna parentela. Entrambi erano noti pittori di soggetti storici, la madre discendeva da una famiglia di pittori e incisori, tra cui suo padre, l'incisore e miniaturista George Raphael Ward, e suo nonno, il celebre pittore di soggetti naturali e scene rustiche, James Ward.
La madre di Leslie era nipote e pronipote rispettivamente dei pittori John Jackson e George Morland. I genitori di Leslie avevano i loto studi a Slough nel Buckinghamshire e a Kensington, Londra, dove regolarmente intrattenevano l'élite letteraria e artistica londinese. Il padre di Leslie era un mimo di talento che intratteneva ospiti illustri tra i quali, Charles Dickens. Pur non avendo dato al loro figlio una istruzione formale, i genitori e i loro amici artisti incoraggiarono il giovane Ward a disegnare, dipingere e scolpire.
Già quando frequentava l'Eton College a Windsor, Ward cominciò a disegnare caricature dei suoi compagni di scuola e degli insegnanti. Nel 1867 fece un busto di suo fratello che venne esposto alla Royal Academy di Londra. A scuola Ward non fu uno studente eccezionale e quando lasciò Eton a diciotto anni venne incoraggiato dal padre a seguire un corso di architettura. Ward aveva timore di confessare al padre di voler fare l'artista e perciò trascorse un anno infelice presso lo studio dell'architetto Sidney Smirke che era un amico di famiglia. L'artista W.P. Frith parlò con il padre di Leslie caldeggiando l'aspirazione del giovane e dopo un gran discutere si assunse l'impegno di curarne la formazione come artista. Nel 1871, Ward si iscrisse alla Royal Academy of Arts.

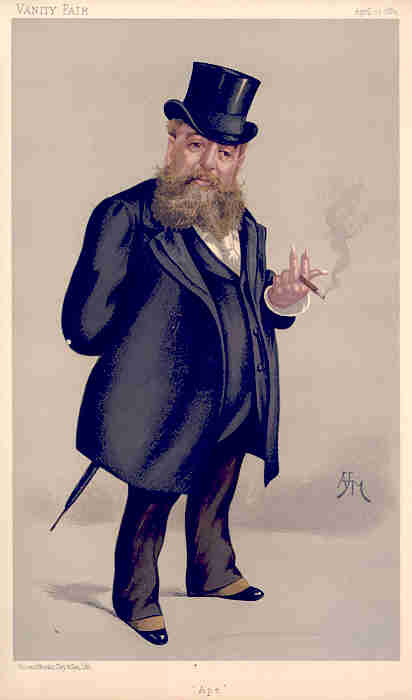
Carlo Pellegrini, il caricaturista 'Ape' della rivista Vanity Fair in un disegno di Arthur H. Marks

Nel 1873, Ward mandò alcuni suoi disegni a Thomas Gibson Bowles, quattro anni dopo la fondazione della rivista inglese Vanity Fair. Ward venne convocato e assunto per sostituire il disegnatore "Ape" Carlo Pellegrini che aveva temporaneamente lasciato la rivista per una controversia con Bowles. Come nome d'arte Ward scelse "Spy" per indicare ciò che avrebbe fatto "osservare di nascosto, scoprire da una certa distanza o occultandosi"

## Vanity Fair
Ward disegnò 1.325 vignette per Vanity Fair tra il 1873 e il 1911, molti dei quali coglievano la personalità dei soggetti da lui ritratti. I suoi ritratti della famiglia reale, della nobiltà, delle donne, tuttavia, avevano un che di ammiccante, se non di adulatorio. Più tardi, quando anche lui entrò nell'alta società, divenne un ritrattista ancor più complimentoso, passando dalla caricatura vera e propria a ciò che egli definì "ritratti caratteristici", riconoscendo il suo cambiamento nell'autobiografia Forty Years of 'Spy', published in 1915.
Ward lavorava con metodo, spesso ricorrendo alla memoria, dopo aver osservato le sue vittime negli ippodromi, nei tribunali, in chiesa, nell'aula magna dell'università o nei corridoi del Palazzo di Westminster. A volte si recavano nel suo studio per posare nei loro abiti o divise. Ward riteneva di essere nato caricaturista. Infatti egli disse: "Sono essenziali una buona memoria, un occhio che sa cogliere i dettagli ed una mente che sa apprezzare e cogliere tutta l'aura e la peculiarità del soggetto". Una caricatura, osservò, non deve mai dipendere da un difetto fisico né deve essere una forzatura. "Se potessi riassumere il tutto in una frase direi che una caricatura dovrebbe essere una impressione comica fatta con un tocco gentile e mai con volgarità".
In una intervista del 1897 concessa da Oliver Armstrong Fry (redattore di Vanity Fair) a Frank Banfield di Cassel's Magazine, si dice che Ward ricevesse per un ritratto una somma fra 300 e 400 sterline. Ward era il più famoso artista di Vanity Fair, anzi, tutto il genere tende ad essere individuato sotto il suo nome, le caricature erano spesso individuate come 'Spy Cartoons'. Ward lavorò per Vanity Fair per oltre 40 anni producendo più della metà delle 2387 caricature pubblicate nella rivista.

## Ultimi anni
Ward fu socio di famosi club fra i quali l'Arts, l'Orleans, il Fielding, il Lotus, il Punch Bowl e il Beefsteak Club. Naturalmente questi erano posti ideali per trarre spunti per le sue vignette. Nel 1899, ormai morto il padre contrario ad un matrimonio, Leslie Ward sposò la nota signora dell'alta società, Judith Mary Topham-Watney, l'unica figlia di Richard Topham, maggiore del 4th Queen's Own Hussars. La coppia ebbe una sola figlia, Sidney.
L'ultima caricatura disegnata da Ward apparve nel numero di giugno del 1911 su Vanity Fair poiché da poco aveva iniziato a inviare i suoi "ritratti caratteristici alle riviste The World e Mayfair. Nel 1918 venne nominato baronetto. Ward profetizzò:"...quando la storia dell'era vittoriana sarà scritta nella vera prospettiva, lo specchio più fedele e l'archivio degli uomini rappresentativi e dello spirito dell'epoca si cercheranno e verranno trovati in Vanity Fair".
Dopo un forte esaurimento nervoso Ward morì di infarto a Londra il 15 maggio 1922 e fu sepolto il 18 maggio nel Kensal Green Cemetery.
Circa 300 dei suoi disegni originali per Vanity Fair sono conservati presso la National Portrait Gallery di Londra.

## Pubblicazioni
- Ward Leslie, Forty Years of 'Spy' Published by Chatto and Windus, London (1915)

## Galleria d'immagini
Alcune caricature di Leslie Ward:

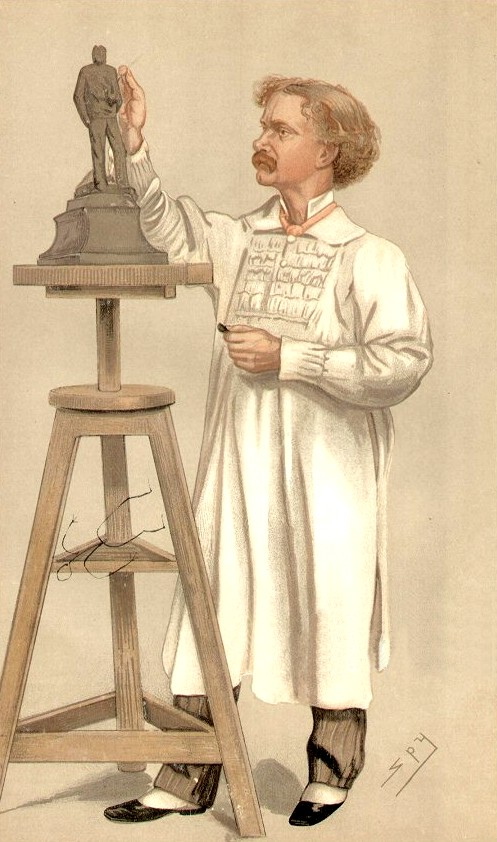
Hamo Thornycroft ritratto da Leslie Ward per Vanity Fair
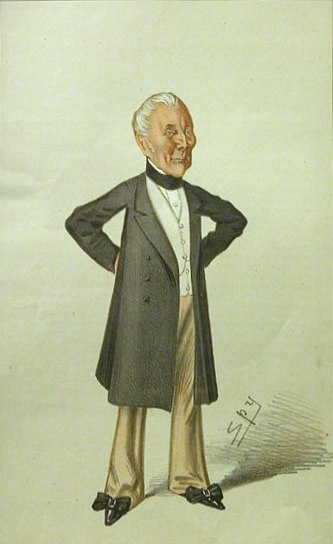
William Maynard Gomm
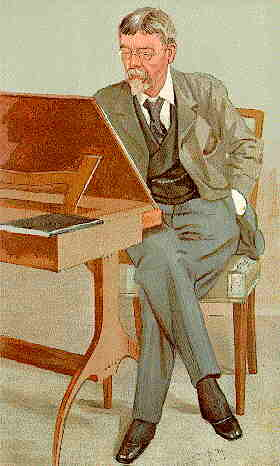
George du Maurier
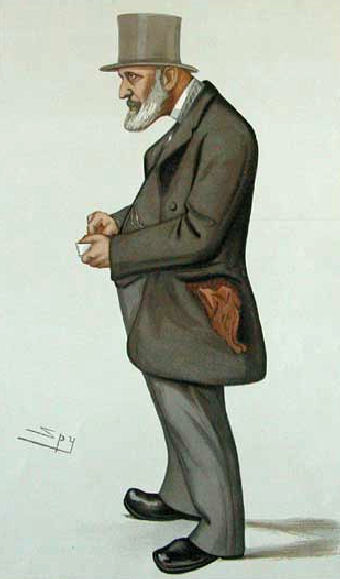
James Edwin Thorold Rogers
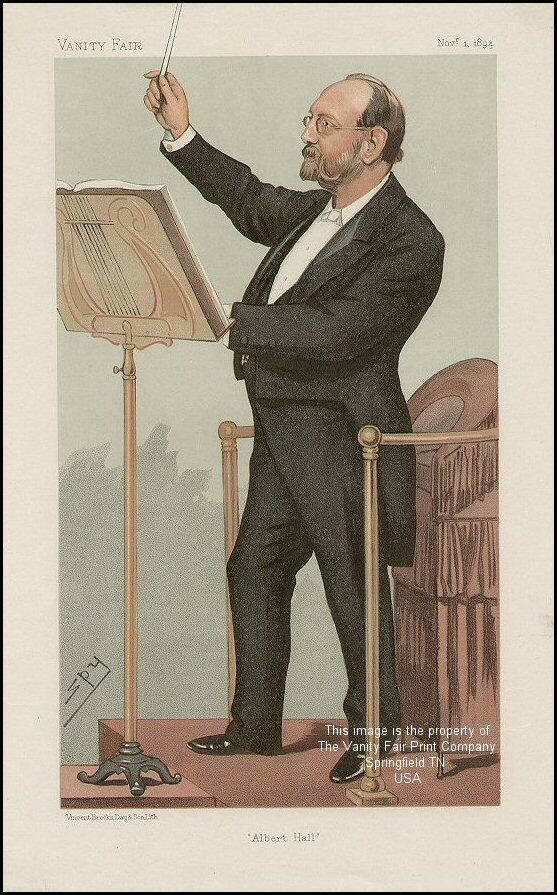
Joseph Barnby
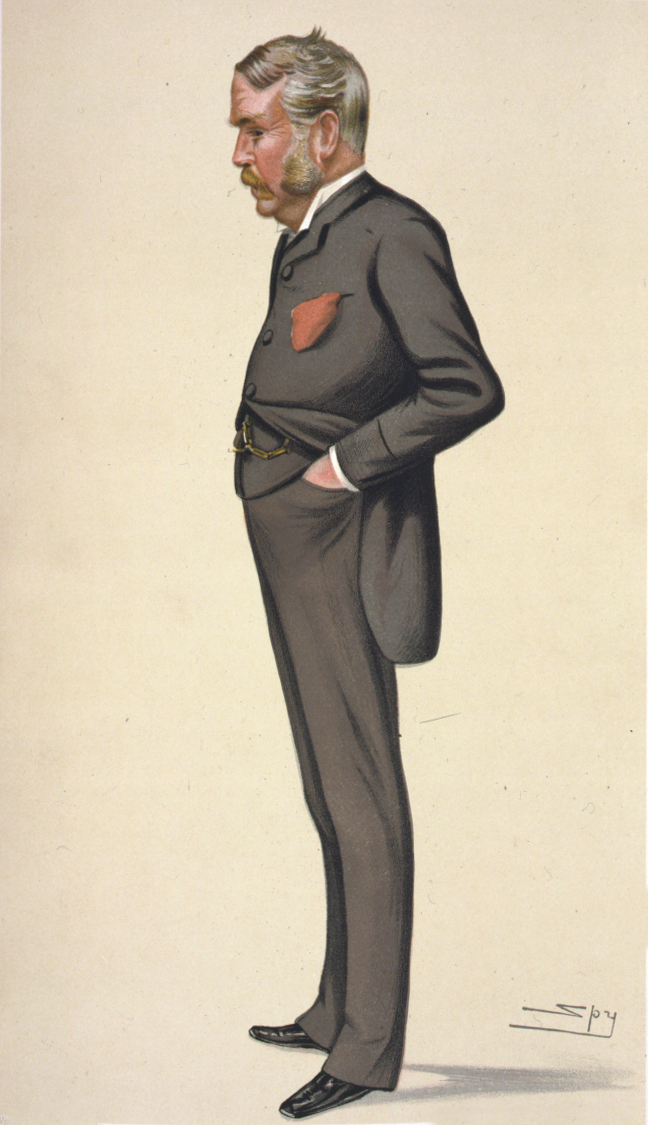
W. S. Gilbert
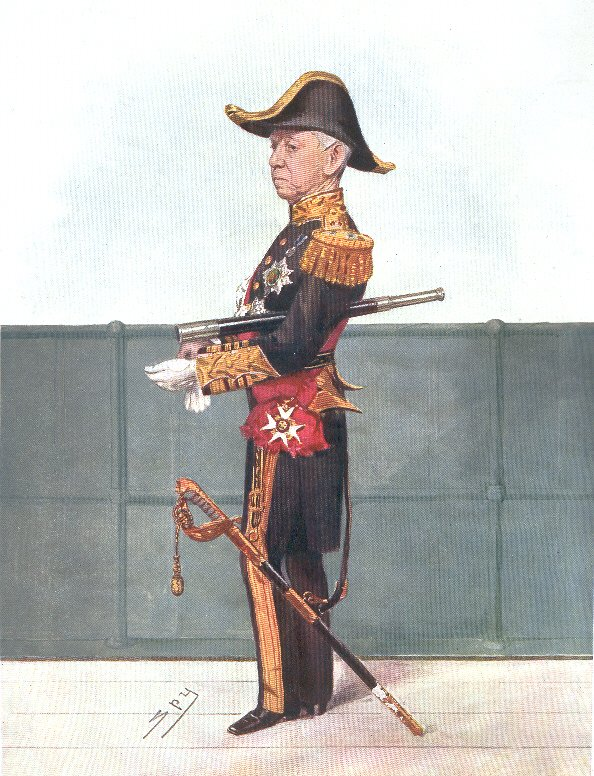
Ammiraglio Sir Compton Edward Domvile